# Perth Kangaroos IFC
Perth Kangaroos IFC is een voormalige Australische voetbalclub uit Perth in de staat West-Australië. De club werd in 1994 opgericht om deel te nemen aan de Singapore Premier League. Datzelfde jaar werd de club door financiële problemen alweer opgeheven.
De stad Perth wilde als vanaf de start van de National Soccer League in 1977 een vertegenwoordiger in deze competitie hebben. Door logistieke en financiële redenen wilde de NSL, met voornamelijk clubs die uit steden langs de oostkust kwamen, aanvankelijk liever geen clubs uit het verre Western Australia in de competitie. In 1994 werd Perth Kangaroos IFC opgericht door Global Football Australia, een groep zakenmannen onder leiding van Joe Claudio. De club zou samen met een andere Australische club, Darwin Cubs, deelnemen aan de Singapore Premier League van 1994. Het doel hiervan was om op deze manier de aandacht van de organisatoren van de NSL te trekken om zo alsnog aan deze competitie mee te kunnen doen, of om een plaats voor een club uit Perth te garanderen in een mogelijke toekomstige Asia-Pacific Super League. Sportief gezien was de deelname aan de Singapore Premier League van 1994 een groot succes voor Perth Kangaroos IFC. De club verloor geen enkele wedstrijd en won de competitie met gemak. Darwin Cubs behaalde de tweede plaats. Financieel gezien was de onderneming een groot drama: Global Football Australia ging failliet en na het behaalde kampioenschap werd Perth Kangaroos IFC opgeheveen.
De organisatoren van de NSL waren echter onder de indruk van de prestaties van Perth Kangaroos IFC en besloten dat de stad Perth een vertegenwoordiger in de NSL zou krijgen. Aangezien Perth Kangaroos IFC door financiële problemen werd opgeheven, was het Perth Glory dat vanaf 1997 aan de NSL mocht deelnemen namens Western Australia.

## Prijzen
- Singapore Premier League: 1994